# Шрамченко, Антон Игоревич
Анто́н И́горевич Шра́мченко  (бел. Антон Ігаравіч Шрамчанка; род. 12 марта 1993, Рогачёв, Гомельская область) — белорусский футболист, полузащитник.

## Карьера

### Клубная
Начал заниматься футболом в родном Рогачёве, а в возрасте 13 лет поступил в специальный футбольный класс Минского суворовского военного училища, где учился на протяжении четырёх лет. После его окончания Шрамченко стал игроком клуба «Днепр» в 2010 году, постепенно играл в дубле, а потом уже и в основе. Его дебют состоялся в 7 февраля 2011 года, в матче против клуба «Неман». Встреча закончилась ничьей 1:1. Свой первый гол Антон забил в ворота БАТЭ. В 2012 году Антон полсезона провёл во второй команде «Днепра», забив за круг 11 мячей. Благодаря успехам в третьем дивизионе Шрамченко был вновь переведён в основной состав. Сезон 2013 Антон провёл в роли основного игрока атакующей линии. В начале 2015 года покинул стан могилевчан.
Сезон 2015 провёл в составе «Белшины». Ушёл после окончания контракта.
13 февраля 2016 подписал соглашение с минским «Динамо». На старте сезона получил травму, восстановился от которой в июне. Дебютировал за минчан в матче 1-го квалификационного раунда Лиги Европы против юрмальского «Спартака» (2:1). Антон вышел на замену на 86 минуте матча. Дебютный гол за «Динамо» забил в матче «классико» (1:1), поразив ворота борисовчан на 2 минуте. В декабре 2016 года по окончании контракта покинул столичный клуб.
С января 2017 года тренировался с могилёвским «Днепром» и в феврале подписал соглашение с клубом. Начинал сезон в стартовом составе могилевчан, во второй половине сезона стал чаще выходить на замену. В январе 2018 года покинул команду и вскоре стал игроком «Гомеля».
В сезоне 2018 был игроком основы «Гомеля», провёл все 30 матчей чемпионата Беларуси и два кубковых. В декабре продлил контракт с гомельским клубом. В сезоне 2019 оставался игроком стартового состава. В декабре 2019 года покинул Гомель.
В январе 2020 года подписал однолетний контракт с клубом «Минск». Стал одним из основных игроков команды. В январе 2022 года продлил соглашение до конца сезона 2022. В матче 4 июля 2022 года записал на свой счёт хет-трик против могилёвского «Днепра». В декабре 2022 года покинул клуб по истечении срока действия контракта.
К футболисту в декабре 2022 года появлялся интерес со стороны солигорского «Шахтёра». По информации источников 2 декабря 2022 года футболист присоединился к солигорскому клубу. Официально стал игроком солигорского клуба 22 декабря 2022 года. Стал обладателем Суперкубка Беларуси 25 февраля 2023 года, где солигорский клуб одержал победу над «Гомелем». Первый матч в чемпионате сыграл 18 марта 2023 года против новополоцкого «Нафтана». В июле 2023 года футболист покинул солигорский клуб, расторгнув контракт по соглашению сторон.
В начале июля 2023 года футболист находился в распоряжении казахстанского клуба «Мактаарал». Вскоре футболист официально присоединился к казахстанскому клубу.

### Сборная
В сборной Антон играл за юношескую сборную до 19 лет, а в конце 2013 года был приглашён в молодёжную сборную, где дебютировал в матче против молодёжной сборной Франции. В начале 2014 года Антон удачно сыграл на Кубке Содружества 2014, где стал с тремя мячами лучшим бомбардиром своей сборной и помог ей завоевать бронзовые награды.

## Достижения
«Днепр»
- Чемпион Первой лиги Беларуси: 2012

«Динамо» (Минск)
- Бронзовый призёр чемпионата Беларуси: 2016

«Шахтёр» (Солигорск)
- Обладатель Суперкубка Беларуси: 2023

Молодёжная сборная
- Бронзовый призёр Кубка Содружества: 2014